# ジョン・ヘンリー・ミアーズ
ジョン・ヘンリー・ミアーズ（John Henry Mears、1878年5月22日 - 1956年7月26日）は、1913年と1928年に世界一周早回りの世界記録を樹立した人物。ミアーズは、ブロードウェイのプロデューサーでもあった。

## 経歴
ミアーズは、1878年5月22日にマサチューセッツ州で生まれた。
1913年7月2日、彼はニューヨーク市をイギリスの客船モーリタニア (RMS Mauretania) で出発し、以降、汽船、ヨット、列車を乗り継いで世界一周を行い、1913年8月6日にニューヨークへ戻ってきた。これに要した時間は、35日21時間35分18秒4/5とされた。彼の世界記録 (Circumnavigation world record) は、13年間破られなかった。1928年、ミアーズは、今度は23日15時間21分3秒で世界一周を果たし、再度世界記録を更新した。同年には、『Racing the Moon』と題した自伝も出版した。
1929年に、ドイツの飛行船LZ 127「グラーフ・ツェッペリン」がミアーズの記録を破ると、彼は翌1930年に再び世界一周を試みた。しかし、乗り込んだ飛行機が離陸の際に損傷してしまい、彼は計画を断念した。
ミアーズは、1956年7月26日にロサンゼルスのハリウッド・プレスビテリアン病院で死去した。

## 1913年の旅程
- アメリカ合衆国 - 1913年7月2日、『ニューヨーク・サン (The New York Sun)』紙の事務所を出発
- 大西洋横断 - 汽船モーリタニア
- イングランド - フィッシュガード（英語版）からロンドン経由でドーバーまで列車
- フランス - 海峡を汽船で渡り、カレーからパリまで列車
- ドイツ帝国 - ベルリンまで列車
- ロシア帝国 - サンクトペテルブルク、オムスクまで列車
- 中華民国 - ハルビン、ムクデン（瀋陽市）まで列車
- 日本統治下朝鮮 - 釜山まで列車
- 日本 - 下関まで汽船、東京まで列車
- 太平洋横断 - 汽船RMS Empress of Russia
- カナダ - ブリティッシュコロンビア州ビクトリアで汽船を下り、ヨットに乗り換え、さらに水中翼船に乗り換える
- アメリカ合衆国 - ワシントン州シアトル、ミネソタ州セントポール、イリノイ州シカゴ、オハイオ州クリーブランドを経て、ニューヨークまで列車で戻り、『ニューヨーク・サン』紙の事務所に帰着